# Oreo (koekje)

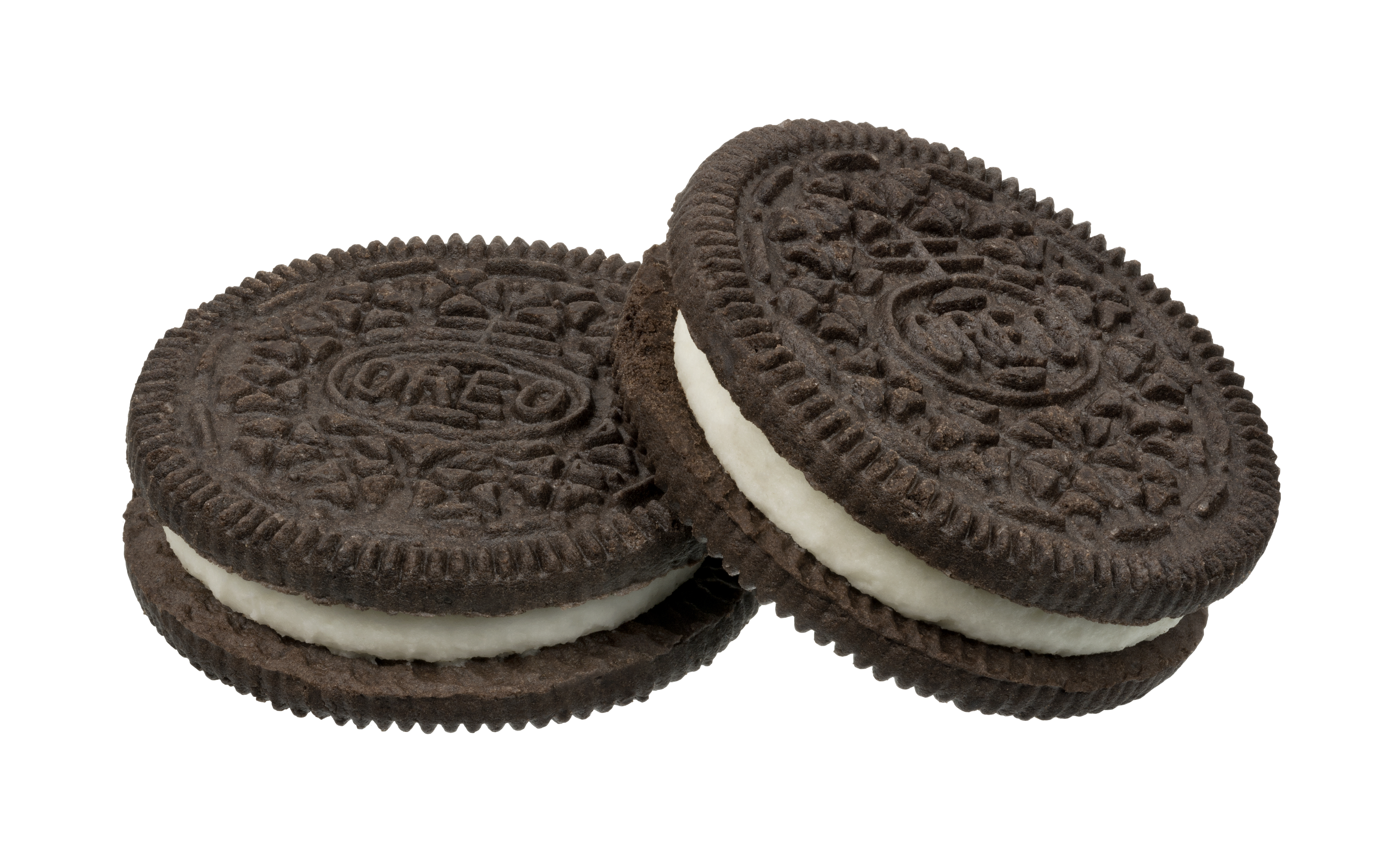
Oreo-koekjes

Oreo is een merk van koekjes van de Amerikaanse firma Nabisco, onderdeel van Mondelēz International, dat voor het eerst op de markt kwam in 1912. Binnen de huidige receptuur, die werd geïntroduceerd in 1952, bestaat het koekje uit twee ronde cacaobiscuits  met daartussen een zachte, zoete, witte vulling (meestal aangeduid als cream of crème).
Naast de klassieke variant zijn inmiddels ook variaties hierop te verkrijgen, zoals Oreo's overgoten met melkchocolade of witte chocolade, versies met dubbele vulling, varianten met andere smaken en mini-Oreo's.
De Oreo-koekjes hebben door de jaren heen een cultstatus bereikt. Er bestaan talloze recepten waarin ze voorkomen, zoals van milkshakes en taarten. McDonald's heeft eind 2009 een Oreo-McFlurry op de markt gebracht.

## Geschiedenis

Het patroon van de Oreo-koekjes: in het midden staat het Nabiscologo, met "NABISCO" vervangen door "OREO"

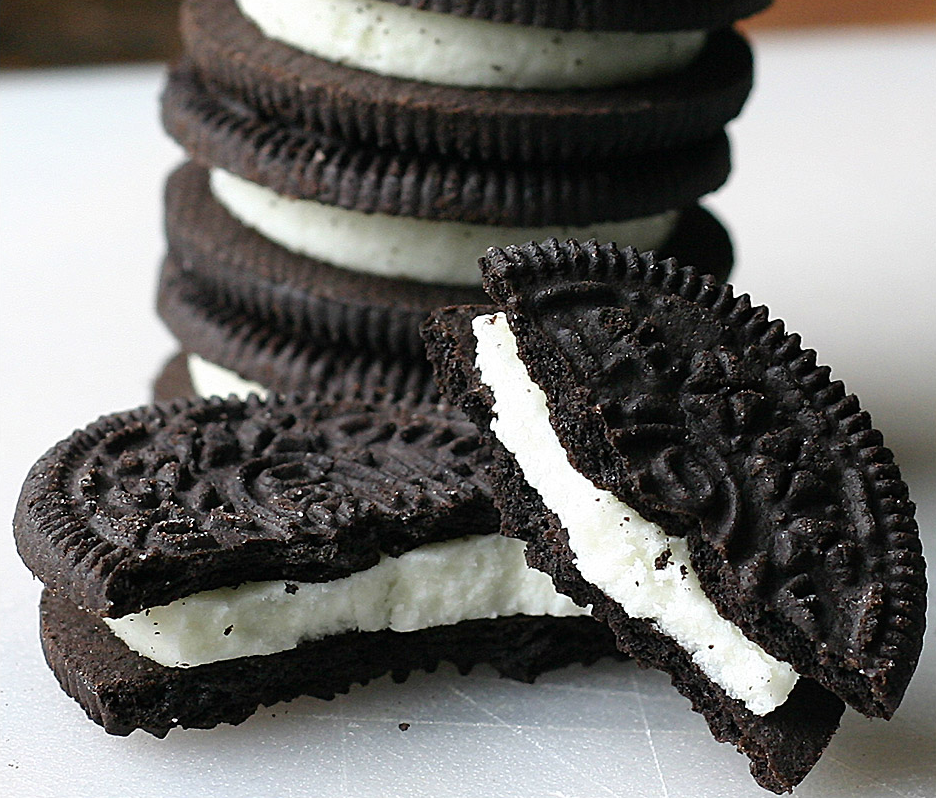
Extra dikke 'Double Stuf' Oreo's

Het Oreo-koekje was ontwikkeld en voor het eerst geproduceerd door Nabisco in 1912

in zijn fabriek in New York, aan de 9th Avenue tussen 15th en 16th Street. Dit blok staat bekend als de "Oreo Way" ("Oreo Straat"). 
 
De naam Oreo is op 14 mei 1912 als handelsmerk geregistreerd. 

Het was op de markt gebracht als een imitatie van de Hydrox-koekjes gefabriceerd door Sunshine Biscuits uit 1908.
Het originele ontwerp van het koekje had een krans om zijn rand en de naam "OREO" in het midden.  In de Verenigde Staten werden ze verkocht voor 25 dollarcent per pond. 
De naam van het koekje veranderde van "Oreo Biscuit" naar  "Oreo Sandwich" (1921), "Oreo Creme Sandwich" (1948) en "Oreo Chocolate Sandwich Cookie" (1974). In 1924 werd een nieuw ontwerp voor het koekje geïntroduceerd: het hele koekje bestond nu uit een krans. In de jaren 20 van de 20e eeuw was er tijdelijk een Oreo-koekje gevuld met limoen te koop.
In 1952 werd het Nabisco-logo geïntegreerd in het ontwerp van het koekje door William A. Turnier en kwam het huidige ontwerp tot stand.
De huidige koekjesvulling was ontwikkeld door Nabisco's hoogste levensmiddelentechnoloog Sam Porcello, die de bijnaam "Mr. Oreo" had en vijf patenten had op de recepten voor Oreo. Hij startte ook een Oreolijn van koekjes gevuld met pure chocolade en witte chocolade.
Midden jaren 90 paste Nabisco de receptuur aan in verband met gezondheidsaspecten en veranderde reuzel in gedeeltelijk gehydrogeneerde plantaardige olie. In januari 2006 werden de transvetten voor ongeharde plantaardige vetten vervangen.
In 2008 begon Nabisco een grootschalige marketingsactie door middel van de game genaamd Double Stuf Racing League met topsporters, een week voor Super Bowl XLII. In 2010 hield Nabisco een marketingactie met onder anderen Donald Trump.
In juni 2012 adverteerde Oreo met een koekje met een regenbooggekleurde crème ter herdenking van de Gay Pride-maand. Het koekje werd niet gefabriceerd en was niet te koop. De advertentie kreeg positieve, maar ook negatieve reacties, inclusief een Facebookpagina die opriep tot een Oreo-boycot. Kraft Foods, dat destijds het moederbedrijf van Nabisco was, zei over deze actie "Kraft Foods has a proud history of celebrating diversity and inclusiveness. We feel the Oreo ad is a fun reflection of our values." ("Kraft Foods heeft een trotse geschiedenis in de viering van diversiteit en betrokkenheid. We vinden de Oreo-advertentie een leuke afspiegeling van onze waarden.")

### Etymologie
Er bestaan verschillende theorieën over de oorsprong van de naam. "Oreo" zou kunnen komen van het Franse woord voor goud: "or" (de verpakking was ooit goud) of van het Griekse woord "oreo" dat "mooi" of "goed" betekent.

## Productie
Het grootste deel van de productie vindt plaats in de Nabisco-fabriek in Richmond (in Virginia). De productie voor Azië vindt plaats in Indonesië, India en China. De koekjes voor Europa worden gefabriceerd in Spanje en Tsjechië en voor vele voormalige Sovjetstaten in Oekraïne.

## Soorten

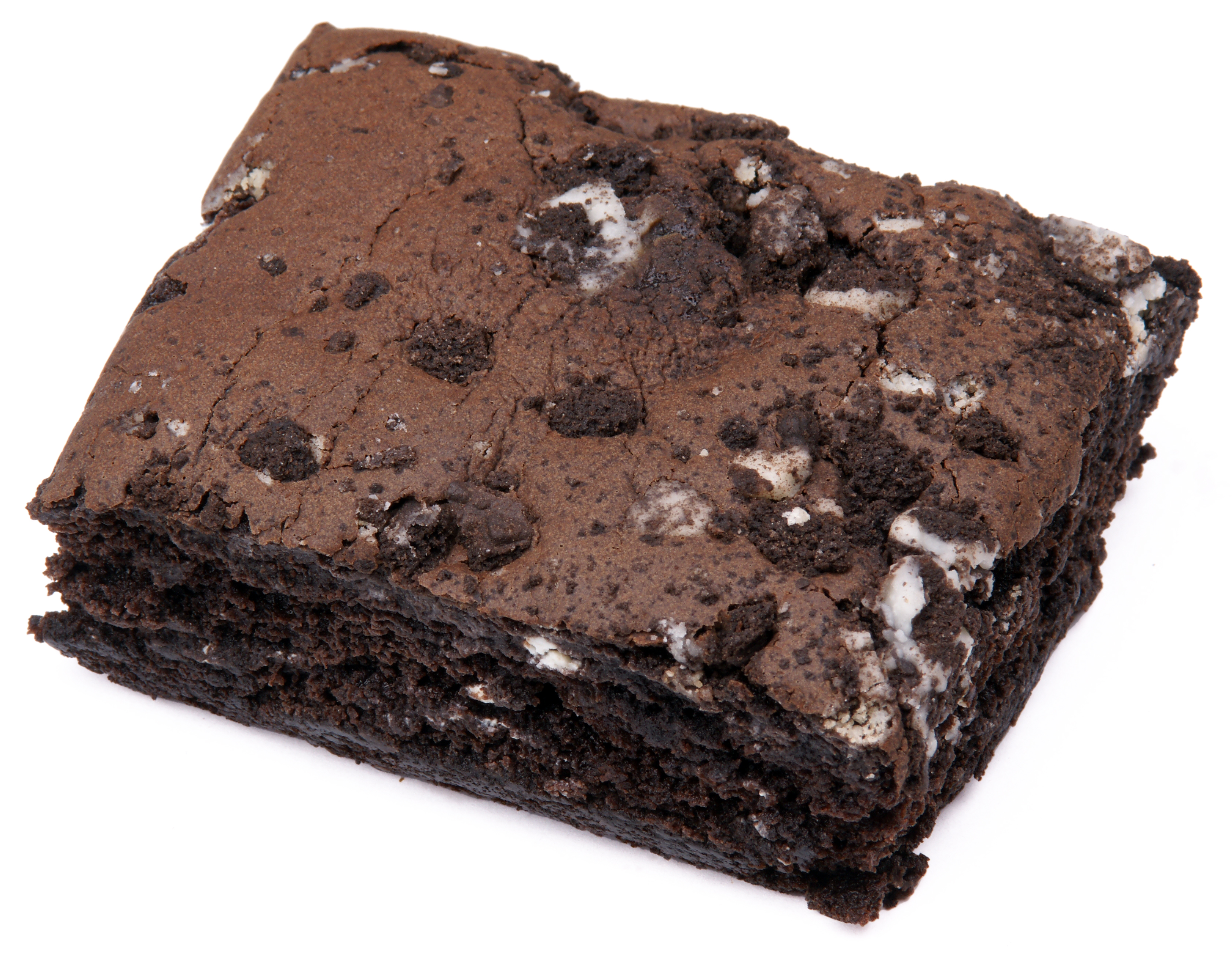
Een Oreobrownie

In aanvulling op het traditionele ontwerp van twee chocoladewafels gescheiden door een crèmevulling zijn er verscheidene variaties geproduceerd, bestaande uit verschillende vormen en smaken. Ook worden er onder de naam 'Oreo' onder andere cakes, fudges, brownies, puddings, consumptie-ijs, chocoladetaart en chocoladerepen geproduceerd.

## Trivia
- Parodie-muzikant "Weird Al" Yankovic maakte het nummer The White Stuff (The Right Stuff van New Kids on the Block) als eerbetoon aan (de vulling van de) Oreo-koekjes.
- Binnen de Afro-Amerikaanse cultuur worden Afro-Amerikanen die zich "als blanken gedragen" ook wel Oreo's genoemd.[17]
- Lonny Mack heeft een bluesnummer over dit koekje. Op sommige opnames speelt Lonny dit samen met gitarist Stevie Ray Vaughan.[18]